# Weihnachtsgrat
Weihnachtsgrat är en bergstopp i Antarktis. Den ligger i Östantarktis. Nya Zeeland gör anspråk på området. Toppen på Weihnachtsgrat är 38 meter över havet.
Terrängen runt Weihnachtsgrat är varierad. Trakten är obefolkad. Det finns inga samhällen i närheten. 